# Niemberg
Niemberg ist eine Ortschaft der Stadt Landsberg im Saalekreis in Sachsen-Anhalt (Deutschland). Sie besteht aus den Ortsteilen Niemberg und Eismannsdorf.

## Geografie
Niemberg liegt 12 km nordöstlich von Halle (Saale) am Bach Riede.

## Geschichte
Die erste urkundliche Erwähnung Niembergs datiert vom 28. Juli 966. An diesem Tage schenkte Otto I. eine Anzahl Besitzungen im Gau Neletici dem Kloster St. Peter Moritz zu Magdeburg, um damit die Missionstätigkeit im Slawenlande voranzutreiben. Dort heißt es: „…nova urbs et Thobrogora Uppinemque et Brehstedt …“ (zu deutsch: „…die neue Burg und Gutenberg sowie Oppin und Brachstedt…“). Die nova urbs ist identisch mit dem Burgstetten, dem Ort der „neuen Burg“. Der Name selbst hat später verschiedene Schreibweisen erfahren: 1184: Neyenburch, 1370: Nyenborch, 1387: Nienberg, nach 1400: Nyemberg.
Niemberg und sein heutiger Ortsteil Eismannsdorf gehörten zum Amt Giebichenstein im Saalkreis des Erzstifts Magdeburg. Unweit von Eismannsdorf liegt die Wüstung Wulkendorf, die 1447 erstmals urkundlich erwähnt aber bereits 1537 als wüst beschrieben wird. 1680 kamen sie zum Herzogtum Magdeburg unter brandenburg-preußischer Herrschaft. Zwischen 1807 und 1813 lagen Niemberg und Eismannsdorf im Kanton Oppin des Königreichs Westphalen (Distrikt Halle des Departements der Saale). Ab 1815 gehörten beide Orte zum Saalkreis in der preußischen Provinz Sachsen.
Am 20. Juli 1950 erfolgte die Eingemeindung von Eismannsdorf nach Niemberg. Bis zur Eingemeindung nach Landsberg (Saalekreis) am 1. Januar 2010 war Niemberg eine selbständige Gemeinde in der Verwaltungsgemeinschaft Östlicher Saalkreis mit dem zugehörigen Ortsteil Eismannsdorf. Letzter Bürgermeister Niembergs war Christian Kupski.

## Infrastruktur
Die am 25. August 1935 gegründete Freiwillige Feuerwehr Niemberg erhielt 1988 den Ehrennamen Hermann Ferres (1890–1944).
Die örtliche Grundschule trägt so wie die Freiwillige Feuerwehr Niemberg den Namen des Arztes Hermann Ferres. Der Einzugsbereich der Grundschule erstreckt sich über das gesamte nördlichen Landsberger Gebiet.

## Kultur und Sehenswürdigkeiten

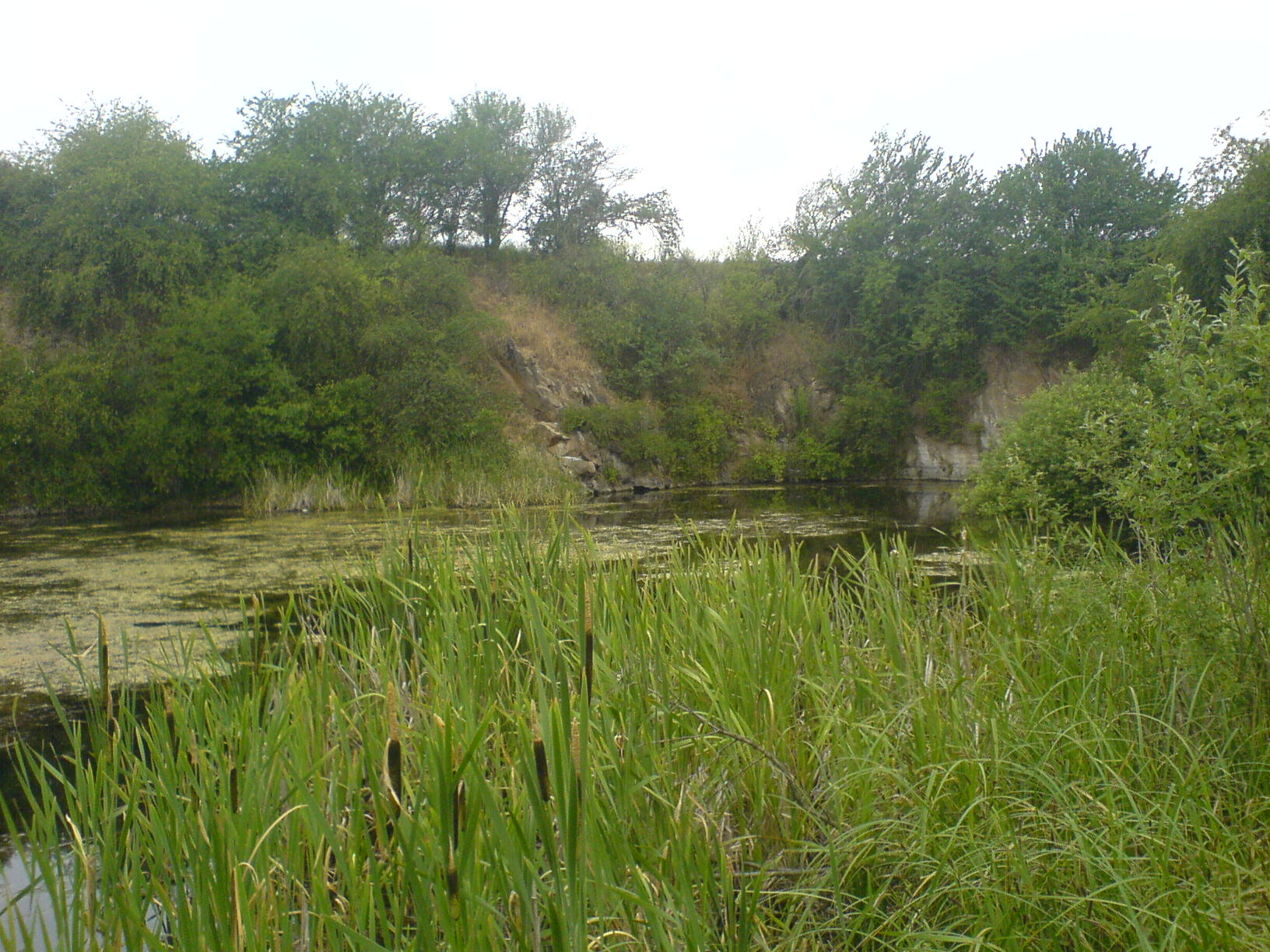
Alter Steinbruch bei Niemberg
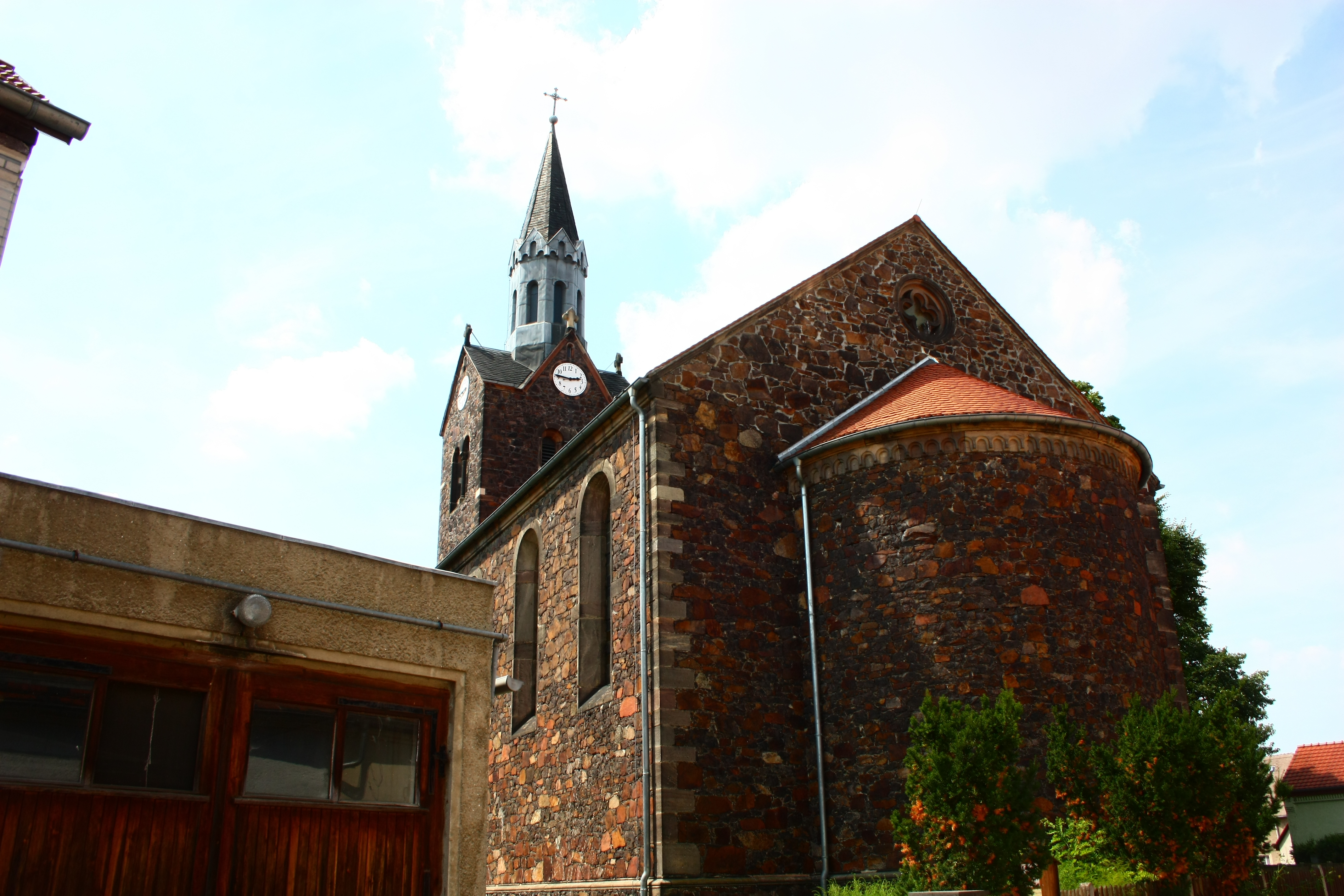
Dorfkirche Niemberg
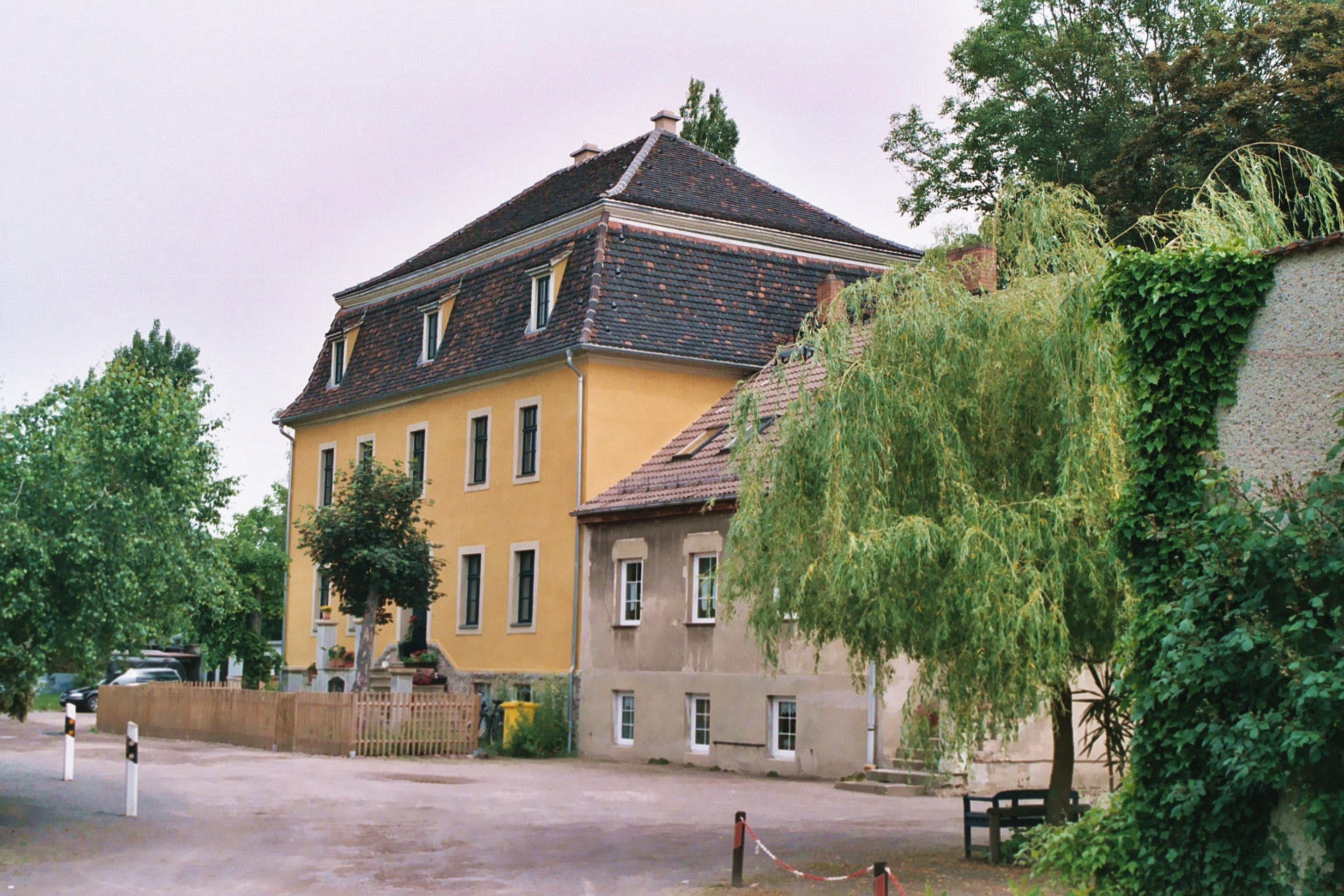
Ehemaliges Gutshaus

### Gedenkorte
- Gedenktafel in der Hermann-Ferres-Straße 10 für den Arzt Hermann Ferres (1890–1944), der wegen Hilfeleistung für polnische Kriegsgefangene 1944 im Zuchthaus Brandenburg-Görden hingerichtet wurde
- Gedenkstein im Ortsteil Eismannsdorf mit Büste des kommunistischen Politikers Ernst Thälmann, der 1944 im KZ Buchenwald von der SS ermordet wurde, geschaffen von dem Bildhauer Gustav Weidanz[8]

## Verkehr
Niemberg hat einen Bahnhof an der Bahnstrecke Magdeburg–Leipzig.